# 容星橋
容星橋（1865年5月12日—1933年5月7日），廣東香山南屏人。容閎族弟。赴美時名為容耀垣。

## 生平
1874年，入選為第三批留美幼童。1881年，清政府強召留美幼童回國。容星橋被派到北洋水師服役，並曾參加中法戰爭。戰後到香港從商。1895年，參加香港反清組織興中會，奉命到漢口進行革命活動，協助唐才常自立軍起義。起義失敗後，容星橋與容閎一同逃到日本，並安排容閎與孫中山會面。其後回到香港，協助《中國日報》改組。廣東獨立後，隨《中國日報》到廣州，歷任廣東省交通司副司長兼都督府籌款委員、南京臨時政府總統府高等顧問。
1933年5月7日在上海逝世。

## 家庭
容星桥之妻关月英是中国牙医先驱关元昌之女。他们育有八子三女，包括容启兆、容启榮、容启东等。